# El sufragio femenino durante la Segunda República española
El sufragio femenino durante la Segunda República española fue el resultado de esfuerzos que se remontan a mediados del siglo XIX. Las mujeres y los hombres que trabajaban por el sufragio universal tuvieron que combatir las metas feministas de periodos anteriores que priorizaban otros objetivos sociales, tales como el acceso a la educación, políticos, tales como el derecho de la mujer al voto y la igualdad de salarios. A medida que se desarrolló una clase media y las mujeres fueron teniendo mayor acceso a la educación, comenzaron a centrarse más en el tema del sufragio, aunque a menudo vinculado a filosofías ideológicas específicas y no a un movimiento obrero más amplio que trabajara a favor de la emancipación de las mujeres.
Entre 1877 y 1930 hubo varios intentos por otorgar a las mujeres el derecho al voto. La Dictadura de Primo de Rivera vería un período de dos años en el que las mujeres pudieron votar, entre 1924 y 1926. Sin embargo, al pasar de la elección de los miembros del congreso a la designación de un gobierno, al final no se celebraron elecciones en este período y las mujeres nunca acudieron a las urnas. También hubo intentos fallidos de otorgar el sufragio femenino en 1877, 1907, 1908 y 1918. A pesar de ello, la real cédula de Primo de Rivera y los argumentos esgrimidos en ese período tendrán gran influencia en el debate del período venidero.
La Segunda República vería a las mujeres conseguir la emancipación total, incluido el derecho al voto, el 1 de octubre de 1931. Las mujeres acudieron a las urnas solo en dos ocasiones: el 2 de noviembre de 1933 y nuevamente en 1936. El derecho al voto llegó tras la aprobación de la constitución, después de las elecciones de junio de 1931. Ambos bandos del movimiento sufragista tenían mujeres representando sus causas en uno de los mayores duelos entre parlamentarias españolas. Clara Campoamor Rodríguez representaba a quienes abogaban por la plena emancipación de la mujer, mientras que la izquierdista Victoria Kent Siano representaba los puntos de vista conservadores y republicanos que querían impedir el derecho al voto de las mujeres. Campoamor afirmó que el acceso de las mujeres a las urnas era una obligación ética del Congreso y que las españolas se lo habían ganado después de haber luchado durante mucho tiempo por la República. Kent argumentaba que las mujeres aún no estaban listas para votar ya que no estaban lo suficientemente educadas para tomar una decisión informada, y que se someterían a los deseos de sus esposos y de la Iglesia, una posición apoyada por los conservadores aunque estos tenían diferentes razones para resistir el sufragio femenino.
Tras la victoria de Francisco Franco en la Guerra Civil Española, ni mujeres ni hombres podrían votar en las elecciones nacionales hasta 1977, dos años después de su muerte.

## Preludio de la Segunda República (1800 - 1922)
Las mujeres españolas no tenían el mismo estatus como ciudadanas que los hombres desde 1800 hasta 1931. Las solteras disfrutaban de algunos derechos legales más que sus pares casadas una vez que alcanzaban los 23 años de edad. En ese momento, las mujeres solteras podrían celebrar contratos y administrar negocios en nombre propio. Las mujeres casadas necesitaban la aprobación o la participación de sus maridos para emprender asuntos tales como cambiar de dirección, aceptar una herencia o ser Propietarias de algún inmueble o negocio. Durante este periodo, ninguna mujer tenía derecho a votar ni a postularse para cargos políticos. El catolicismo jugaba un papel muy importante en el pensamiento político español del siglo XIX y principios del XX. La religión imponía estrictos roles de género, lo que llevó a la represión de las mujeres españolas y fomentó un sexismo muy arraigado en toda la sociedad española. La sociedad, a través de la Iglesia Católica, dictaba que el papel de la mujer era casarse y tener hijos. Las violaciones de estas normas a menudo eran recibidas con violencia.
El sufragio masculino casi universal en España data tan solo de 1890. La primera votación relacionada con el sufragio femenino tuvo lugar en mayo de 1877, cuando siete diputadas conservadoras del congreso, sugirieron otorgar el derecho al voto a las mujeres si eran mayores de edad, cabezas de familia que ejercieran la patria potestad. Esta iniciativa fracasó y no se revisó hasta más de 30 años después.
El sufragio comenzó a plantearse en publicaciones femeninas en lugares como Valencia, Islas Baleares y Barcelona desde finales de la década inicial del XX hasta principios de los años 30, pero a menudo formaba parte de una demanda de emancipación femenina a través de la educación y de cambios más amplios en las leyes para proteger los cambios sociales a medida que las mujeres se fueron incorporando cada vez más al mercado de trabajo. Benita Asas Manterola, Pilar Fernández Selfa, Carmen González Bravo y Joaquín Latorre fueron algunas de las voces más importantes de los periódicos al respecto. En general, los movimientos feministas estaban mucho más preocupados por brindar a las mujeres una educación que fuera equitativa con la de los hombres que en garantizar el derecho al voto. Mujeres como Belén Sárraga y Ana Carvia crearon la Asociación General Femenina en 1897, mientras otras mujeres crearon La Unión Femenina en 1895 en Huelva, La Federación Provincial en 1898 en Málaga e Hijas de la Regeneración ese mismo año en Cádiz. Estas asociaciones conseguirían que las mujeres tuvieran derecho a asistir a la universidad y que dicho derecho fuera reconocido por el Ministerio Público en 1910.
Durante este período, el Partido Socialista Obrero Español (PSOE) no tenía mucho interés en abordar los derechos de las mujeres porque consideraban que ese movimiento era de carácter burgués. Querían centrarse en la organización sindical. Esto no difería mucho del movimiento socialista internacional, que siempre tuvo problemas con el feminismo y los derechos de las mujeres. El Congreso Socialista Internacional, Stuttgart 1907 emitió una declaración a favor del sufragio femenino, pero decía que el movimiento debía provenir del proletariado. El apoyo condicional se debió a que los hombres creían que los derechos de las mujeres solo deberían venir después del sufragio universal masculino, y que incluir el sufragio femenino de manera más abierta obstaculizaría sus esfuerzos. La mención (aunque limitada) se produjo como resultado de la Primera Conferencia Internacional de Mujeres Socialistas que se estaba celebrando simultáneamente en el mismo edificio.
Por un breve periodo de tiempo en julio de 1907, el presidente del Congreso, Antonio Maura, había discutido la posibilidad de otorgar a las mujeres el derecho al voto bajo determinadas condiciones, entre las que estaba que fueran viudas, cabeza de familia y pagaran sus impuestos. A pesar de contar con el apoyo de la izquierda y los republicanos, los esfuerzos de Maura resultaron infructuosos incluso limitándolo al caso del estado de cabeza de familia y sin posibilidad de que las mujeres se postularan para un cargo; la mayoría conservadora no percibía una necesidad social apremiante de dar a las mujeres el voto, mientras que existían problemas más importantes como una guerra con Marruecos estaban en el horizonte, junto con una recesión económica.
Un año más tarde, el Conde de Casa-Valencia, esta vez en el Senado, con el apoyo de Francisco Pi y Arsuaga en el Congreso, volvería a insistir. El intento de 1908 no estuvo sometido a las restricciones que Maura había estado dispuesto a aceptar para conseguir su aprobación. Habría permitido votar a todas las mujeres mayores de 23 años. A diferencia del intento de 1907, la votación de 1908 se quedó a unos pocos votos de ser aprobada. Según Concha Fagoaga, por primera vez, quienes hablaron en contra del sufragio femenino argumentaron que conduciría a resultados políticos desastrosos y que las mujeres estarían demasiado influenciadas por la Iglesia. Esta era la primera vez que una mujer planteaba estor argumentos, y pronto serían retomados por otras. Carmen de Burgos escribía en un periódico de aquel año del debate parlamentario de 1908, “mientras los ingleses luchan endiabladamente por sus ideales cívicos, mientras los franceses tratan de legislar la garantía de su egoísmo, mientras los rusos saben cómo morir protestando contra la tiranía, los españoles quedamos indiferentes a todo.” Margarita Nelken escribió en El Fígaro en su momento que "poner el voto en manos de las mujeres es hoy, en España, realizar uno de los mayores anhelos del elemento reaccionario para que las mujeres españolas, realmente amantes de la libertad, sean las primeras en aplazar su propio interés por el progreso de España". Nelken no creía que las mujeres españolas estuvieran preparadas para votar ya que no tenían la educación suficiente para hacerlo, posición que mantuvo durante más de 25 años. El tema del sufragio volvió a surgir en 1919, con Manuel de Burgos y Mazo, un legislador conservador, planteándolo en el Congreso, con el objetivo de presentar una legislación para votar sobre el derecho al voto de las mujeres. Sin apoyo, su iniciativa ni siquiera se sometió a votación, aunque inspiraría a las feministas durante los siguientes dos años. Posteriormente se presentó una petición ante la Cámara en 1919 para que el Parlamento abordara nuevamente el tema del sufragio femenino. En febrero de 1920 Progreso de la Mujer de Valencia también creó una petición para que se considerara el asunto. La Cruzada de Mujeres Españolas, encabezada por Carmen de Burgos, volvería a intentar que el parlamento abordara el tema, otorgando igualdad en el voto y en derechos civiles y políticos más amplios.
La Asociación Nacional de Mujeres Españolas (ANME) fue fundada en 1918. Encabezada por María Espinosa, hizo campaña a favor del derecho al voto de las mujeres. La Unión Republicana Femenina fue creada por Clara Campoamor para abogar por el sufragio femenino en España. Campoamor, María Lejárraga y Regina García establecieron la Fundación de la Mujer para abogar por la igualdad jurídica de las mujeres en España durante la Segunda República. Su argumento a favor de que las mujeres tuvieran derecho al voto se basaba en gran medida en motivos ideológicos.
A partir de la década de 1920, los intentos de las mujeres por obtener el derecho al voto se intensificaron como parte de un movimiento occidental más amplio en el que las mujeres exigían la igualdad de derechos. Estos intentos fueron posteriores a los de otros países occidentales como Estados Unidos, Francia y Gran Bretaña porque el feminismo en España no surgió como un movimiento poderoso hasta mucho más tarde como resultado de un retraso en el surgimiento de la clase media en España. El sufragio como tema de este grupo feminista desaparecería en gran medida entre 1918 y 1931, ya que las mujeres se centraron más en los cambios sociales que en sus objetivos políticos.
La socialista Lidia Falcón consideraba que la posición de los hombres socialistas disuadiría a las mujeres de adherirse al partido, o daría como resultado que solo se unieran mujeres que creían en el servilismo hacia los hombres. Falcón sostenía además que esta posición convertiría a las feministas en enemigas del partido, algo que surgió en 1921, cuando los hombres socialistas decidieron para cualquier intento de promover los derechos de las mujeres porque no creían que fuera el momento de presionar por reformas electorales.

## Dictadura de Primo de Rivera (1923-1930)
La limitada actividad política de las mujeres que hubo en el período pre-republicano fue espontánea y no planificada. Aunque a menudo también fueron ignoradas por los líderes políticos masculinos de izquierda, sus disturbios y protestas dieron lugar a una mayor conciencia política de la necesidad de que las mujeres fueran más activas en las esferas social y política para promulgar cambios que mejoraran sus vidas.
El artículo 51 del Estatuto Municipal del Real Decreto de 8 de marzo de 1924 incluía por primera vez un anexo que permitiría a las autoridades electorales a nivel municipal incluir a las mujeres mayores de 23 años que no estuvieran sometidas a tutores masculinos o al estado para ser tenidas en cuenta. El artículo 84.3 decía que las mujeres solteras podían votar en las elecciones municipales en tanto fueran cabeza de familia, mayores de 23 años, no fueran prostitutas y no cambiará su condición. Se realizaron cambios al mes siguiente que permitieron a las mujeres que cumplían con estos requisitos postularse para cargos políticos. En consecuencia, algunas mujeres aprovecharon esta apertura política, se postularon y ganaron algunas posiciones como concejalas y alcaldesas en los gobiernos municipales donde se realizaron elecciones. Este fue un movimiento sorpresivo de Primo de Rivera al otorgar a las mujeres el derecho al voto, y se consideró en gran medida como una forma de apuntalar su base electoral antes de las elecciones programadas para el año siguiente. En este breve período, muchos partidos políticos intentaron capturar el voto de las mujeres antes de que finalmente se cancelaran las elecciones. Manuel Cordero de El Socialista escribió en junio de 1924 sobre la estrategia de la derecha afirmando que "el voto femenino supone un acto revolucionario y parece extraño que sea un reaccionario el que haya proyectado esta reforma en España". La diputada socialista María Cambrils se mostró satisfecha con el derecho al voto de las mujeres, pero se oponía a las restricciones impuestas a las mujeres votantes. El líder del PSOE, Andrés Saborit, también apoyó esto alegando que el socialismo necesitaba ampliar cómo veía a las mujeres como agentes transformadores en la sociedad y no permitir que la Iglesia Católica monopolizara cómo se definía a las mujeres en la cultura española. Algunos católicos trataron de sacar provecho de esto para sus propios intereses políticos, logrando el éxito cuando las elecciones locales en algunos lugares vieron el 40% de sus votos totales provenientes de mujeres. Al celebrarse las siguientes elecciones nacionales, la constitución que otorgaba a las mujeres el derecho al voto ya no estaba en vigor y se estaba redactando una nueva constitución. La argumentación en torno al Real Decreto de 1924 jugaría luego un papel fundamental en los debates en torno al sufragio femenino en la Segunda República.
Las mujeres accedieron a la representación nacional durante el período legislativo 1927-1929 como resultado del Decreto del 12 de septiembre de 1927. Su artículo 15 establecía: “a ella pueden pertenecer, sin distinción, hombres y mujeres, solteras, viudas o casadas, éstas debidamente autorizadas por sus maridos y siempre que no pertenezcan a la Asamblea [. . . ]. Su designación se hará nominalmente y por orden de la Presidencia, acordada en Consejo de Ministros antes del 6 de octubre próximo.” 
La sesión de 1927-1929 también inició el proceso de redacción de una nueva constitución española que reconocería a las mujeres el derecho al voto en el artículo 55. El artículo no fue aprobado. A pesar de esto, las mujeres podían postularse para servir en la asamblea nacional en el Congreso de los Diputados, y 15 mujeres fueron elegidas para escaños el 10 de octubre de 1927. Trece eran miembros de los Representantes de Actividades de la Vida Nacional. Otras dos eran Representantes del Estado. Entre estas mujeres estaban María de Maeztu, Micaela Díaz Rabaneda y Concepción Loring Heredia. Durante la sesión inaugural del Congreso de los Diputados en 1927, el presidente de la Asamblea dio la bienvenida expresamente a las nuevas mujeres, alegando que su exclusión había sido injusta.
La abdicación del rey de España en 1930 supondría el final de la dictadura de Miguel Primo de Rivera y marcaría el comienzo de la era de la Segunda República.

## Segunda República Española (1931-1937)
Uno de los aspectos más importantes de la Segunda República para las mujeres es que formalmente se les permitió entrar masivamente en la esfera pública. El período también otorgó ciertos derechos para las mujeres por primera vez, incluido el sufragio, el divorcio y el acceso a la educación superior. Estos fueron el resultado del activismo feminista que precedió a la Segunda República y continuó mientras duró aquella.

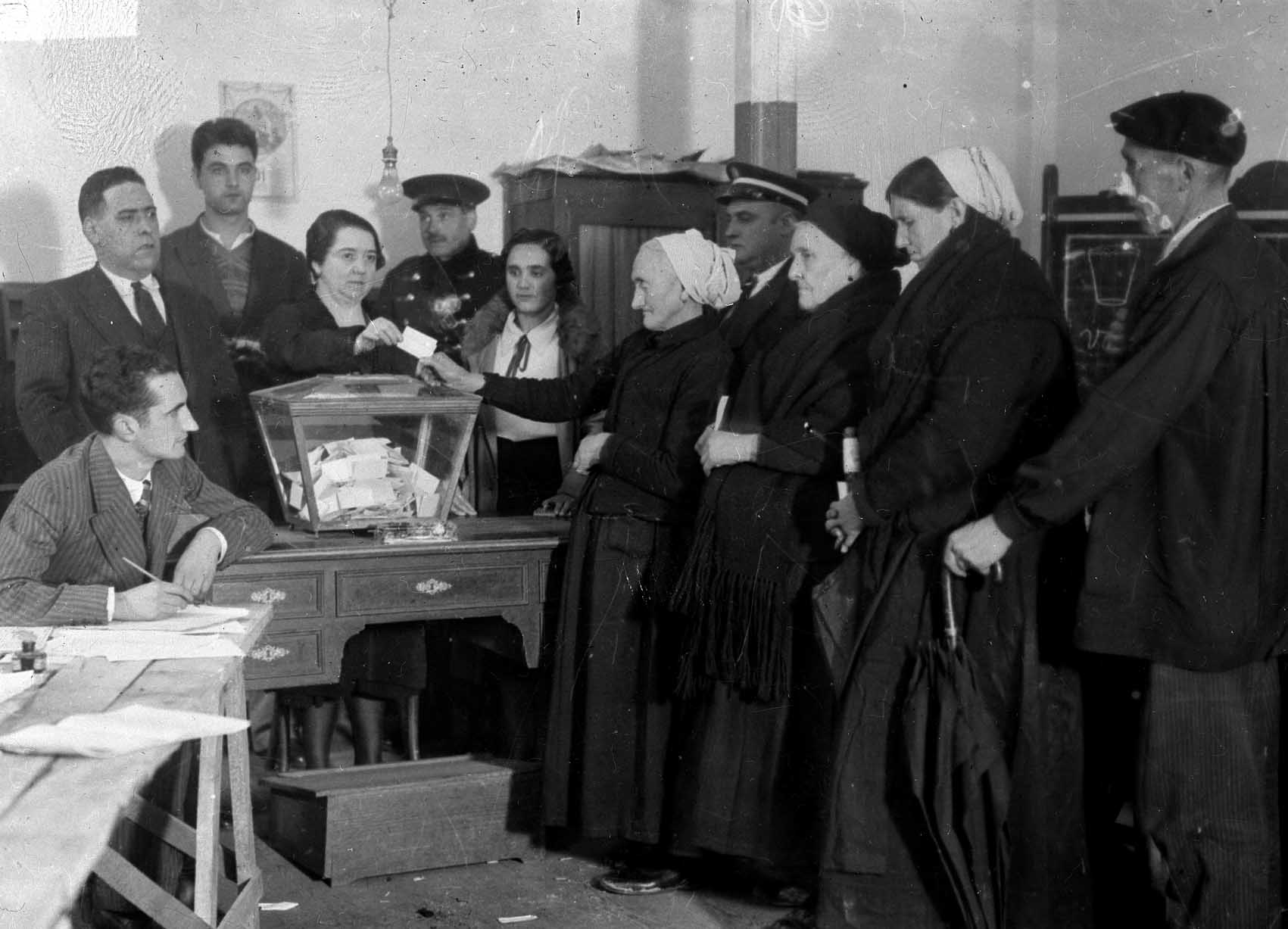
Mujeres ejerciendo el derecho al voto durante la Segunda República Española, 5 de noviembre de 1933.

Una de las primeras leyes implementadas en la Segunda República tras la aprobación de una nueva constitución permitió a las mujeres votar y postularse para cargos políticos. Este quedó amparado por el artículo 36 del Capítulo III de la Constitución de la Segunda República, y entró en vigor el 1 de octubre de 1931. Las primeras mujeres en conseguir escaños en las Cortes fueron Clara Campoamor Rodríguez, Victoria Kent Siano y Margarita Nelken y Mansbergen. Obtuvieron estos escaños en junio de 1931, varios meses antes de que las mujeres pudieran ejercer el derecho al voto. A ellas se unieron en febrero de 1936 Matilde de la Torre, Dolores Ibárruri y Federica Montseny. Nelken y Kent se habían opuesto a otorgar el sufragio femenino, argumentando que la mayoría de las mujeres votarían por los conservadores debido a la influencia de sus maridos y del clero, lo que socavaría la República española. Campoamor, por el contrario, fue una firme defensora del sufragio femenino. El duelo entre Campoamor y Kent por el sufragio femenino fue el más significativo de este tipo de la historia parlamentaria de España. El artículo de la constitución fue aprobado el 1 de octubre de 1931 como artículo 36, que establecía: "Los ciudadanos de cualquier sexo, mayores de veintitrés años, tendrán los mismos derechos electorales que determinen las leyes". A pesar de la oposición de Nelken al sufragio femenino, los miembros del PSOE la apoyaron abrumadoramente votando afirmativamente 83 de los 115 diputados. Finalmente la votación acabó con 161 a favor y 131 en contra y 188 abstenciones. Con su aprobación, España se convirtió en el primer país latino en ofrecer el sufragio universal. La inclusión fue respaldada por el artículo II de la nueva constitución, que establecía la igualdad ante la ley para ambos sexos.
Montseny se convirtió en la primera mujer ministra de España, ejerciendo como Ministra de Sanidad y Asistencia Pública desde septiembre de 1936 hasta mayo de 1937.

### Elecciones en la Segunda República

"República Española" (1931) del pintor Teodoro Andreu.

El periodo monárquico español terminó en 1931. Tras esto y el final de la Dictadura de Primo de Rivera, se formó la Segunda República, con tres elecciones antes de ser sustituida por la dictadura franquista. Estas elecciones se realizaron en 1931, 1933 y 1936.

#### Elecciones de junio de 1931
Tras el fracaso de la dictadura de Primo de Rivera, España se dispuso a redactar una constitución. El borrador inicial no otorgó a las mujeres el derecho al voto, aunque sí les dio el derecho a postularse para un cargo el 8 de mayo de 1931 para las elecciones de junio. Las mujeres no podrían votar hasta el siguiente ciclo electoral. Tres mujeres ganaron escaños en el congreso nacional de España, las Cortes, en las elecciones de 1931: Clara Campoamor Rodríguez, Victoria Kent Siano y Margarita Nelken y Mansbergen.
Campoamor, al defender el sufragio femenino ante las Cortes el 1 de octubre de 1931, manifestó que a las mujeres no se les otorgaba el derecho al voto como premio, sino como recompensa por luchar por la República. Las mujeres habían protestado por la guerra en Marruecos, las de Zaragoza por la guerra en Cuba, y un número aún mayor por el cierre del Ateneo de Madrid por parte del gobierno de Primo de Rivera. Campoamor también defendió que la inclusión de la mujer era fundamental para salvar la República al tener una población políticamente comprometida, para que no se repitieran los errores de la República Francesa. Su discurso en las Cortes, llamado discurso 1 - 0, dijo: "¡Mujeres! ¿Cómo se puede decir que cuando las mujeres den señales de vida por parte de la República se les otorgará como premio el derecho al sufragio? ¿No han luchado las mujeres por la República? ¿Es que al hablar con elogios las mujeres trabajadoras y universitarias no cantan su capacidad? [. . . ] ¿Cómo se puede decir que las mujeres no han luchado y necesitan un período, largos años de República, para demostrar su capacidad? ¿Los hombres?"
Kent, por el contrario, recibió mucho más apoyo de la derecha española, incluidos católicos y tradicionalistas, durante este debate constitucional, ya que ella, junto con Nelken, se opuso al sufragio femenino. Kent y Campoamor celebraron un gran debate sobre el tema, ampliamente cubierto por la prensa en relación con sus argumentos sobre el sufragio femenino. Ellas, como muchos otros del lado conservador, creían que las mujeres no tenían la educación suficiente para votar y que sus votos serían poco más que votos putativos en favor de los hombres y de la Iglesia Católica. Kent declaró: "No es una cuestión de capacidad, es una cuestión de oportunidad para la República. [. . . ] Para apegarse a un ideal, se necesita tiempo para experimentarlo. [. . . ] Y si las mujeres fueran liberadas en su conciencia, me levantaría hoy ante todas las Cortes para pedir el voto femenino.” El día de la votación, Kent dijo: "Es necesario, honorables diputadas, posponer el voto femenino porque necesitaría ver a las madres en la calle como criterio para apoyarlo, pidiendo escuelas para sus hijos". Nelken comparó la necesidad del sufragio femenino con la de las campesinas prusianas en 1807. No sabrían qué hacer con la emancipación y temblarían de miedo ante la idea de que nadie les dijera qué hacer.

#### Elecciones de 1933

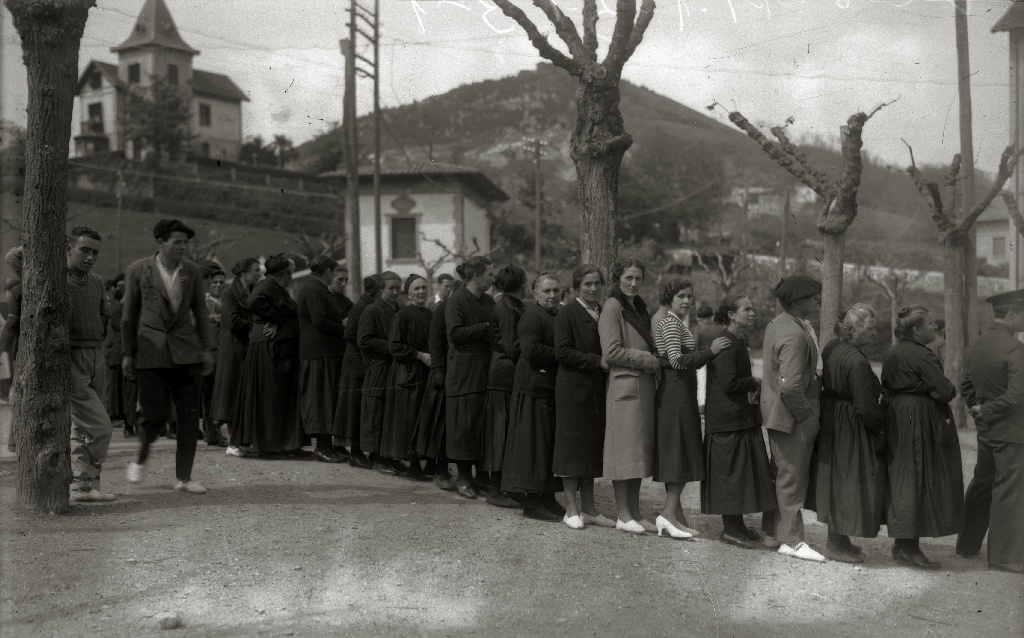
Hombres y mujeres esperan en la Escuela Biteri de Hernani para votar en las elecciones de 1933.

En las elecciones del 19 de noviembre de 1933 las mujeres pudieron votar por primera vez en unas elecciones nacionales. Consiguieron el derecho constitucional al voto después de que se aprobara la norma 1 de octubre de 1931. En muchos lugares, la cantidad de mujeres superó la cantidad de hombres en las urnas, con más de siete millones de mujeres votando. La victoria de las facciones conservadoras en las elecciones de 1933 se atribuyó a las mujeres y sus votos, que se consideraban controlados por la Iglesia. Las mujeres vascas pudieron acudir a las urnas en las elecciones autonómicas 15 días antes de las elecciones nacionales del 5 de noviembre de 1933. El diario La Voz de Guipúzcoa de Donostia comentó sobre la jornada: “Era domingo cuando, por primera vez en nuestra ciudad, las mujeres acudieron a las urnas, consultadas para votar en relación con el Estatuto. Y la mujer respondió a la llamada, yendo a votar en mayor número que el varón a primera hora, al abrirse las mesas a las ocho de la mañana.”
Campoamor, junto con Kent, perdió su escaño en las Cortes tras las elecciones de 1933. La más activa de las tres mujeres elegidas en 1931, fue expulsada del congreso tras dos años de mandato por apoyar el divorcio. Continuó sirviendo en el gobierno como directora de Bienestar Público. Sin embargo, dejó su cargo en 1934 en protesta por la respuesta del gobierno a la Revolución de Asturias de 1934.
Nelken tuvo problemas similares en las Cortes. Su madre era francesa y su padre judío alemán. Como consecuencia de ello, antes de poder acceder a su escaño en 1931, Nelken tuvo que pasar por procedimientos burocráticos especiales para asegurarse de que era una ciudadana española naturalizada. Sus intereses políticos fueron menospreciados por sus pares masculinos, incluido el primer ministro Manuel Azaña. Sus creencias feministas preocupaban a sus compañeros masculinos en las Cortes, que se sentían amenazados. A pesar de esto, fue reelegida en 1933, recibiendo ataques en los medios. Demostró ser una irritante constante para los miembros masculinos del partido que a veces recurrían a ataques racistas en las Cortes para calmarla. Aun así, perseveró, ganando en las elecciones de 1931, 1933 y 1936. La desilusión con el partido la llevó a cambiar su afiliación al Partido Comunista en 1937.

### Organizaciones políticas de mujeres

#### Unión Republicana de Mujeres
Clara Campoamor creó la  Unión Republicana de Mujeres durante la primera parte de la Segunda República. La Unión Republicana de Mujeres solo estaba interesada en abogar por el sufragio femenino, manteniendo que el hecho de que las mujeres tuvieran derecho al voto era la única opción ética disponible para el gobierno. A menudo polemizó con la Asociación Nacional de Mujeres Española de Kent y su oposición al sufragio femenino.

#### Asociación Nacional de Mujeres Española
Victoria Kent y Margarita Nelken fundaron la Asociación Nacional de Mujeres Española en 1918. La Asociación Nacional de Mujeres Española fue una organización socialista radical en sus inicios, alineándose con el PSOE. La organización se oponía al sufragio femenino, incluso cuando sus fundadoras eran diputadas de las Cortes. Consideraban que si las mujeres tuvieran derecho al voto, la mayoría votaría siguiendo las instrucciones de sus esposos y de la Iglesia Católica, y que ello dañaría la naturaleza fundamentalmente secular de la Segunda República, al llevar al poder a un gobierno de derecha elegido democráticamente.

## Guerra Civil Española (1936-1939) y España franquista (1938-1973)
No se celebraron elecciones durante la Guerra Civil Española. Tras la victoria de las fuerzas nacionales, los derechos de hombres y mujeres se vieron gravemente limitados. En España no se volverían a celebrar elecciones democráticas hasta 1977, tras la muerte de Franco.
En el art. 2 de la Ley de Referéndum de 1945 se reconocía el derecho de participación de “todos los hombres y mujeres de la Nación, mayores de 21 años”
Durante el Franquismo hubo dos referéndum, en 1947 para la Ley de Sucesión en la Jefatura del Estado y en 1966 para la Ley Orgánica del Estado. En ambos casos tanto hombres como mujeres mayores de 21 años pudieron votar.